# 4875 Ingalls
4875 Ingalls este un asteroid din centura principală, descoperit pe 19 februarie 1991 de Yoshio Kushida și Reiki Kushida.